# Jane Prowse
Jane Prowse (* in Salisbury) ist eine englische Buchautorin, Film- und Theaterregisseurin und Filmproduzentin.

## Leben
Jane Prowse schreibt und inszeniert Stück für Theater und Fernsehen, die sie zum Teil auch produziert. 1985 begann sie mit der Regie für eine Folge der TV-Serie Film '72. Es folgten weitere kleinere Produktionen zu Fernsehserien und 1999 führte sie die Regie in dem Kinderfilm Das tollste Kaufhaus der Welt. 2002 folgte der Krimizweiteiler Das grünäugige Monster und 2007, nach zwischenzeitlicher Serienregie der Film The Commander: Windows of the Soul.
Bei ihrer Theaterarbeit folgten nach dem Stück A Round-Heeled Woman für  Up On The Roof, das später auch unter ihrer Regie verfilmt wurde, drei Nominierungen für den Olivier Award erhielt.
Prowses ist auch als Romanautorin sehr erfolgreich. Ihr erster Roman, Hattori Hachi: Die Rache der Gottesanbeterin, wurde 2009 veröffentlicht. Ihr zweiter, Hattori Hachi: Den Feind verfolgen, folgte ein Jahr später im Juni 2010 und der dritte in der Reihe, Hattori Hachi: Der Fluch der Diamantdolche, wurde 2012 veröffentlicht.
Jane Prowse lebt in New Forest in Hampshire.

## Filmografie

### Regie
- 1985: Film '72
- 1991: The Craig Ferguson Story
- 1996–1997: The Bill (4 Folgen)
- 1997: Sunnys Ohren
- 1999: Das tollste Kaufhaus der Welt (The Greatest Store in the World)
- 2002: Green-Eyed Monster
- 2003: Between the Sheets (3 Folgen)
- 2005: The Fugitives (7 Folgen)
- 2005: Rocket Man (2 Folgen)
- 2005: Living It (1 Folge)
- 2007: The Commander: Windows of the Soul
- 2016: In the Club (2 Folgen)

### Drehbuchautorin
- 1991: The Craig Ferguson Story
- 1993: Head Over Heels
- 1997: Up on the Roof
- 2002: Green-Eyed Monster
- 2007: The Commander: Windows of the Soul
- 2009: Der Preis des Verbrechens (1 Folge)

### Produzentin
- 1997: Up on the Roof
- 2000: Das zehnte Königreich (5 Folgen)